# Bachet-Gleichung
Die Bachet-Gleichung (engl. Bachet's equation, nach Claude Gaspar Bachet de Meziriac (1581–1638), oder Mordell's equation, nach Louis Mordell) ist eine Gleichung in der Zahlentheorie, welche 1650 von Pierre de Fermat aufgestellt wurde und mit dem letzten fermatschen Satz zusammenhängt.
Sie lautet:
{\displaystyle y^{2}-x^{3}=c}
Interessant ist, wie viele Lösungen (ganzzahlige oder rationale) für {\displaystyle x} und {\displaystyle y} in Abhängigkeit von {\displaystyle c} möglich sind. Ist beispielsweise {\displaystyle c=-2}, so gibt es nur zwei ganzzahlige Lösungen: {\displaystyle y=5} und {\displaystyle x=3}, oder {\displaystyle y=-5} und {\displaystyle x=3}. Dies ist auch der Grund, weshalb 26 die einzige Zahl ist, die sich zwischen einer Quadratzahl und einer Kubikzahl befindet.
Zunächst stellt Fermat 1650 die Aufgabe, zu beweisen, dass {\displaystyle y^{2}-x^{3}=-2} nur diese beiden Lösungen besitzt. Keiner von Femats Zeitgenossen konnte dies jedoch bewältigen. Leonhard Euler versuchte sich 1730 ebenfalls an diesem Problem. Seine Lösung war jedoch fehlerhaft. Erst 1908 konnte Axel Thue nachweisen, dass {\displaystyle y^{2}-x^{3}=c} für jede von Null verschiedene Ganzzahl {\displaystyle c}
nur eine endliche Anzahl von ganzzahligen Lösungen für {\displaystyle x} und {\displaystyle y} hat.
Für {\displaystyle c=17} gibt es genau 8 verschiedene Lösungen mit {\displaystyle y>0}.
Interessiert man sich hingegen für rationale Lösungen, so kann man nachweisen, dass, wenn die Gleichung eine mögliche Lösung besitzt, sie automatisch unendlich viele Lösungen besitzt. Dies wurde von Bachet herausgefunden.
Angenommen, {\displaystyle (x,y)} ist eine Lösung der Gleichung, so ist {\displaystyle \left({\frac {x^{4}-8cx}{4y^{2}}},{\frac {8c^{2}-20cx^{3}-x^{6}}{8y^{3}}}\right)} ebenfalls eine Lösung der Gleichung. 
Dies wird auch als Bachet's Duplication Formula bezeichnet, die Bachet 1621 entdeckte. Diese Formel steht im Zusammenhang mit elliptischen Kurven.